# Anilingus

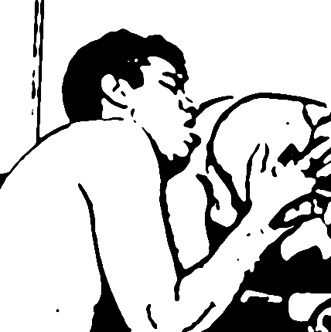
Anilingus

Anilingus este practica sexuală constând în stimularea orificiului anal cu limba, atât la bărbați, cât și la femei.